# توماس ستيفنسون
توماس ستيفنسون (بالإنجليزية: Thomas Stevenson)‏ (6 يونيو 1804 في جمهورية أيرلندا - 1845 بونشستر في المملكة المتحدة) هو لاعب كريكت بريطاني (وحمل سابقاً جنسية المملكة المتحدة لبريطانيا العظمى وأيرلندا). لعب مع نادي جامعة كامبريدج للكريكيت ‏.